# Hibiscus congestiflorus
Hibiscus congestiflorus är en malvaväxtart som beskrevs av Bénédict Pierre Georges Hochreutiner. Hibiscus congestiflorus ingår i Hibiskussläktet som ingår i familjen malvaväxter. Inga underarter finns listade i Catalogue of Life.